# SuperKids
Pour l’article homonyme, voir Super Kids (homonymie).
 (avril 2016).
Si vous disposez d'ouvrages ou d'articles de référence ou si vous connaissez des sites web de qualité traitant du thème abordé ici, merci de compléter l'article en donnant les références utiles à sa vérifiabilité et en les liant à la section « Notes et références ».
SuperKids est une émission de télévision française de télé-crochet présentée par Faustine Bollaert et Stéphane Rotenberg. Elle est adaptée d'un format néerlandais et est diffusée sur M6 le 6 et 13 avril 2016 puis les deux dernières émissions seront diffusées le 12 et 19 mai 2016 sur W9, les audiences n'étant pas assez satisfaisantes.

## Émissions

### Qualifications
Légende :
- Le candidat est qualifié
- Le candidat est premier
- Le candidat est deuxième
- Le candidat est troisième
- Le candidat est quatrième

#### 1reémission–6avril2016
| Ordre | Pseudonyme (âge)                     | Numéro            | Notes des juges (/25) | Notes des juges (/25) | Notes des juges (/25) | Notes des juges (/25) | Note totale des juges (/100) | Note du panel (/100) | Total (/200) | Classement |
| Ordre | Pseudonyme (âge)                     | Numéro            | Gérard                | Alizée                | Liane                 | Philippe              | Note totale des juges (/100) | Note du panel (/100) | Total (/200) | Classement |
| ----- | ------------------------------------ | ----------------- | --------------------- | --------------------- | --------------------- | --------------------- | ---------------------------- | -------------------- | ------------ | ---------- |
| 1     | Milena (15 ans)                      | Sangles aériennes | 23                    | 21                    | 22                    | 20                    | 86                           | 76,5                 | 162,5        | 8e         |
| 2     | Suzie (11 ans)                       | Danse classique   | 25                    | 25                    | 23                    | 22                    | 95                           | 82                   | 177          | 4e         |
| 3     | Sana (15 ans)                        | Chant             | 15                    | 23                    | 23                    | 20                    | 81                           | 74,5                 | 155,5        | 10e        |
| 4     | Imagenie (11 à 14 ans)               | Magie             | 15                    | 20                    | 20                    | 22                    | 77                           | 70,5                 | 147,5        | 12e        |
| 5     | KidMario et KidMartin (11 et 13 ans) | Break danse       | 25                    | 25                    | 25                    | 24                    | 99                           | 87,5                 | 186,5        | 1er        |
| 6     | Les Gardiens du Phoenix (7 à 12 ans) | Kung-fu           | 25                    | 22                    | 24                    | 23                    | 94                           | 59,5                 | 153,5        | 11e        |
| 7     | Nicolas (10 ans)                     | Piano             | 25                    | 25                    | 25                    | 24                    | 99                           | 81,5                 | 180,5        | 2e         |
| 8     | Rémy (15 ans)                        | Chant             | 22                    | 23                    | 24                    | 22                    | 91                           | 78                   | 169          | 7e         |
| 9     | Marius (13 ans)                      | Claquettes        | 25                    | 25                    | 24                    | 24                    | 98                           | 79,5                 | 177,5        | 3e         |
| 10    | Julie et Anaïs (11 et 15 ans)        | Main à main       | 23                    | 23                    | 22                    | 23                    | 91                           | 85                   | 176          | 5e         |
| 11    | Hugo (9 ans)                         | Humoriste         | 24                    | 24                    | 25                    | 24                    | 97                           | 77                   | 174          | 6e         |
| 12    | Carla et Nicolas (14 ans)            | Rock sauté        | 22                    | 22                    | 21                    | 20                    | 85                           | 75,5                 | 160,5        | 9e         |

#### 2eémission–13avril2016
| Ordre | Pseudonyme (âge)                        | Numéro                | Notes des juges (/25) | Notes des juges (/25) | Notes des juges (/25) | Notes des juges (/25) | Note totale des juges (/100) | Note du panel (/100) | Total (/200) | Classement |
| Ordre | Pseudonyme (âge)                        | Numéro                | Gérard                | Alizée                | Liane                 | Philippe              | Note totale des juges (/100) | Note du panel (/100) | Total (/200) | Classement |
| ----- | --------------------------------------- | --------------------- | --------------------- | --------------------- | --------------------- | --------------------- | ---------------------------- | -------------------- | ------------ | ---------- |
| 1     | Johana (14 ans)                         | Dompteuse             | 25                    | 25                    | 24                    | 21                    | 95                           | 57                   | 152          | 10e        |
| 2     | Rebecca (9 ans)                         | Violon                | 25                    | 25                    | 25                    | 24                    | 99                           | 88                   | 187          | 1er        |
| 3     | Enzo (14 ans)                           | Tissu aérien          | 24                    | 24                    | 23                    | 22                    | 93                           | 91                   | 184          | 2e         |
| 4     | Big Bag Hart (9 à 14 ans)               | Hip-hop               | 23                    | 25                    | 25                    | 24                    | 97                           | 79                   | 176          | 4e         |
| 5     | Manon (12 ans)                          | Chant                 | 20                    | 21                    | 22                    | 20                    | 83                           | 62                   | 145          | 11e        |
| 6     | Matthéo (11 ans)                        | Twirling bâton        | 21                    | 22                    | 22                    | 20                    | 85                           | 77,5                 | 162,5        | 6e         |
| 7     | Karène (15 ans)                         | Accordéon             | 15                    | 15                    | 22                    | 22                    | 74                           | 65,5                 | 139,5        | 12e        |
| 8     | Axelle, Valérie et Astrid (13 à 16 ans) | Gymnastique rythmique | 23                    | 24                    | 24                    | 23                    | 94                           | 83,5                 | 177,5        | 3e         |
| 9     | Virgil et Meaghan (13 et 14 ans)        | Danse contemporaine   | 22                    | 23                    | 24                    | 21                    | 90                           | 68,5                 | 158,5        | 8e         |
| 10    | Sarah et Timothy (10 et 16 ans)         | Mime                  | 24                    | 23                    | 25                    | 22                    | 94                           | 68,5                 | 162,5        | 6e         |
| 11    | Léa (16 ans)                            | Magie                 | 22                    | 22                    | 23                    | 23                    | 90                           | 66,5                 | 156,5        | 9e         |
| 12    | Davit (13 ans)                          | Guitare               | 23                    | 23                    | 24                    | 24                    | 94                           | 73                   | 167          | 5e         |

#### 3eémission–12mai2016
| Ordre | Pseudonyme (âge)              | Numéro                | Notes des juges (/25) | Notes des juges (/25) | Notes des juges (/25) | Notes des juges (/25) | Note totale des juges (/100) | Note du panel (/100) | Total (/200) | Classement                  |
| Ordre | Pseudonyme (âge)              | Numéro                | Gérard                | Alizée                | Liane                 | Philippe              | Note totale des juges (/100) | Note du panel (/100) | Total (/200) | Classement                  |
| ----- | ----------------------------- | --------------------- | --------------------- | --------------------- | --------------------- | --------------------- | ---------------------------- | -------------------- | ------------ | --------------------------- |
| 1     | Khalil et Lina (9 ans)        | Danse                 | 24                    | 24                    | 23                    | 20                    | 91                           | 80,5                 | 171,5        | 4e (choisis par le jury)    |
| 2     | Milo (13 ans)                 | Hypnose               | 15                    | 15                    | 20                    | 21                    | 71                           | 36,5                 | 107,5        | 12e                         |
| 3     | Antoine (16 ans)              | Diabolo               | 21                    | 22                    | 23                    | 23                    | 89                           | 82                   | 171          | 6e                          |
| 4     | Enzo (13 ans)                 | Chant                 | 23                    | 23                    | 24                    | 21                    | 91                           | 80,5                 | 171,5        | 4e (non choisi par le jury) |
| 5     | Lexane (13 ans)               | Danse contemporaine   | 23                    | 25                    | 24                    | 24                    | 96                           | 67                   | 163          | 9e                          |
| 6     | Romain (16 ans)               | Stand up              | 21                    | 20                    | 21                    | 20                    | 82                           | 41,5                 | 123,5        | 11e                         |
| 7     | Arthur et Nathan (10 ans)     | Duo piano violoncelle | 20                    | 20                    | 21                    | 20                    | 81                           | 85,5                 | 166,5        | 7e                          |
| 8     | Victor et Emile (13 ans)      | Trampoline            | 25                    | 24                    | 23                    | 24                    | 96                           | 94,5                 | 190,5        | 1er                         |
| 9     | Angie (15 ans)                | Chant                 | 20                    | 20                    | 23                    | 20                    | 83                           | 50                   | 133          | 10e                         |
| 10    | Nouria (14 ans)               | Roller artistique     | 23                    | 21                    | 22                    | 23                    | 89                           | 88                   | 177          | 3e                          |
| 11    | Mallory (11 ans)              | Corde lisse           | 24                    | 24                    | 23                    | 23                    | 94                           | 96,5                 | 190,5        | 1er                         |
| 12    | My hidden side (14 et 16 ans) | Groupe de rock        | 22                    | 22                    | 23                    | 22                    | 89                           | 77                   | 166          | 8e                          |

### Finale

#### 4eémission–19mai2016
| Ordre | Pseudonyme (âge)                        | Numéro             | Notes des juges (/25) | Notes des juges (/25) | Notes des juges (/25) | Notes des juges (/25) | Note totale des juges (/100) | Note du panel (/100) | Total (/200) | Classement |
| Ordre | Pseudonyme (âge)                        | Numéro             | Gérard                | Alizée                | Liane                 | Philippe              | Note totale des juges (/100) | Note du panel (/100) | Total (/200) | Classement |
| ----- | --------------------------------------- | ------------------ | --------------------- | --------------------- | --------------------- | --------------------- | ---------------------------- | -------------------- | ------------ | ---------- |
| 1     | Mallory (11 ans)                        | Corde lisse        | 20                    | 20                    | 22                    | 21                    | 83                           | 81                   | 164          | 8e         |
| 2     | Marius (13 ans)                         | Claquettes         | 22                    | 21                    | 24                    | 22                    | 89                           | 71                   | 160          | 11e        |
| 3     | Big Bang Art (9 à 14 ans)               | Danse Hip-Hop      | 22                    | 20                    | 22                    | 22                    | 86                           | 84,5                 | 170,5        | 6e         |
| 4     | Rebecca (9 ans)                         | Violon             | 21                    | 22                    | 23                    | 20                    | 86                           | 77                   | 163          | 9e         |
| 5     | Nouria (14 ans)                         | Roller artistique  | 20                    | 20                    | 20                    | 23                    | 83                           | 74                   | 157          | 12e        |
| 6     | KidMario et KidMartin (11 et 13 ans)    | Break danse        | 25                    | 25                    | 25                    | 25                    | 100                          | 90,5                 | 190,5        | 2e         |
| 7     | Suzie (11 ans)                          | Danse classique    | 24                    | 23                    | 23                    | 21                    | 91                           | 71                   | 162          | 10e        |
| 8     | Victor et Emile (13 ans)                | Trampoline         | 24                    | 23                    | 23                    | 24                    | 94                           | 87,5                 | 181,5        | 4e         |
| 9     | Khalil et Lina (9 ans)                  | Danse              | 24                    | 25                    | 25                    | 24                    | 98                           | 90                   | 188          | 3e         |
| 10    | Nicolas (10 ans)                        | Piano              | 25                    | 25                    | 25                    | 23                    | 98                           | 81,5                 | 179,5        | 5e         |
| 11    | Axelle, Valérie et Astrid (13 à 16 ans) | Trio GR            | 23                    | 22                    | 23                    | 22                    | 90                           | 79                   | 169          | 7e         |
| 12    | Enzo (14 ans)                           | Acrobatie aérienne | 25                    | 25                    | 25                    | 25                    | 100                          | 96,5                 | 196,5        | 1er        |

## Participants

### Présentateurs
L'émission est animée par Faustine Bollaert et Stéphane Rotenberg.

### Membre du jury
Le jury est composé de quatre personnalités issues du monde du spectacle ; il a pour mission d'élire les gagnants de la saison :
- Alizée, chanteuse et danseuse
- Philippe Candeloro, patineur artistique français
- Liane Foly, chanteuse, actrice, imitatrice et animatrice de télévision
- Gérard Louvin, producteur de télévision, de musique, de cinéma et de spectacles

## Audiences
| Chaîne | Épisode no | Jour et horaire de diffusion           | Nombre de téléspectateurs | Parts de marché (en %) | Référence |
| ------ | ---------- | -------------------------------------- | ------------------------- | ---------------------- | --------- |
| M6     | 1          | Mercredi 6 avril 2016 (20:55 – 23:00)  | 1 775 000                 | 8,5%                   | [ 2 ]     |
| M6     | 2          | Mercredi 13 avril 2016 (20:55 – 23:30) | 1 670 000                 | 8,1%                   | [ 3 ]     |
| W9     | 3          | Jeudi 12 mai 2016 (20:55 – 23:20)      | 589 000                   | 2,8%                   | [ 4 ]     |
| W9     | 4          | Jeudi 19 mai 2016 (20:55 – 23:20)      | 561 000                   | 2,6%                   | [ 5 ]     |

Légende
Sur fond vert : plus hauts chiffres d'audiences
Sur fond rouge : plus bas chiffres d'audiences